# Óbila Club de Baloncesto
O Óbila Club Baloncesto é um clube profissional de basquetebol situado na cidade de Ávila, Castela e Leão, Espanha que atualmente disputa a Liga Adecco Ouro.

## Temporada por Temporada
| Temporada | Nível | Divisão    | Pos. | Pós Temporada    | TR    | PL  |
| --------- | ----- | ---------- | ---- | ---------------- | ----- | --- |
| 2003–04   | 4     | Liga EBA   | 12   | –                | 11–19 | –   |
| 2004–05   | 4     | Liga EBA   | 9    | –                | 14–16 | –   |
| 2005–06   | 4     | Liga EBA   | 3    | –                | 21–9  | 0–2 |
| 2006–07   | 4     | Liga EBA   | 2    | Oitavas de Final | 20–6  | 1–1 |
| 2007–08   | 4     | LEB Bronce | 12   | –                | 14–18 | –   |
| 2008–09   | 4     | LEB Bronze | 2    | Promovido        | 19–11 | 4–2 |
| 2009–10   | 3     | LEB Prata  | 18   | –                | 13–15 | –   |
| 2010–11   | 3     | LEB Prata  | 9    | Quartas de Final | 12–16 | 1–3 |
| 2011–12   | 3     | LEB Prata  | 8    | Quartas de Final | 12–12 | 0–2 |
| 2012–13   | 3     | LEB Prata  | 9    | Quartas de Final | 7–13  | 1–1 |
| 2013–14   | 3     | LEB Prata  | 7    | Quartas de Final | 13–11 | 1–2 |
| 2014–15   | 3     | LEB Prata  | 9    | Quartas de Final | 15-13 | 0-2 |